# Тарас Трясило (фільм)
«Тарас Трясило» (також відомий як «Повість про гаряче серце» і «Татари») — український радянський художній німий фільм 1926 року, знятий на Одеській кінофабриці ВУФКУ.
Фільм створено за однойменною поемою Володимира Сосюри 1925 року. Знятий в жанрі народної епічної трагедії про боротьбу козаків на чолі з козацьким гетьманом Тарасом Трясилом (Тарасом Федоровичем) проти польської шляхти в XVII столітті.

## Сюжет
Дія фільму розгортається в XVII столітті, коли соціальний антагонізм досягає піку. Бідність селян і козацької голоти протиставляється розкішному життю панів, ксьондзів, козацької старшини та польської шляхти. Козаки відбивають напади іновірців-татар, але поступово усвідомлюють, що справжній ворог набагато ближче. Тарас Трясило підіймає козацтво на допомогу повсталим селянам.

## Робота знімальної групи
Драматичний історичний наратив, віртуозно зняті масові сцени кінних атак, рукопашних боїв і народних гулянь контрастують із «салонними» сценами в палаці — балами, застіллями, розвагами багатіїв та їхніх сімей в одязі з парчі. Режисер з епічним розмахом і уважністю до деталей вибудовує фактуру фільму та характери персонажів. Типажі козаків підбирали за картиною Рєпіна «Запорожці», яка висіла в кімнаті Чардиніна на Одеській кіностудії. Студія тоді на якийсь час перетворилася на музей зброї та артефактів доби Запорізької Січі, а в Одесі побудували ціле містечко — курені, хати, церкви. Художник фільму звертався за порадами до знавця історії Дмитра Яворницького. Натурні зйомки відбувалися в Києві, Житомирі, Катеринославі та Умані.
- Режисер — Петро Чардинін
- Сценарист — Василь Радиш
- Оператори — Борис Завєлєв, Олексій Панкратьєв
- Художник — Василь Кричевський

## Акторський склад

Стаття Євгена Деслава в журналі «Кіно» (1928), в якій згадується показ стрічки «Тарас Трясило» у Парижі.

Дві головні ролі в фільмі зіграли провідні актори театру Леся Курбаса «Березіль». Амвросій Бучма втілив романтизований образ запорізького ватажка — Тараса Трясила, роль його сестри, до якої залицяється молодий шляхтич, виконала Наталя Ужвій. У ролі жорстокої панянки — дружина режисера Маргарита Барська, яка в українському кінематографі дебютувала у Довженка в фільмі «Ягідка кохання». Кошового Кобзу виконав відомий театральний актор Іван Замичковський (це його перша кінороль). І хоча «в зморшках його обличчя записана вся історія українського театру», як писав кінокритик Е. Гудін у журналі «Кіно», наприкінці 1920-х років він стане обличчям багатьох фільмів ВУФКУ («Непевний багаж», «Гамбурґ», «Тарас Шевченко», «Два дні», «Беня Крик»).
- Амвросій Бучма — Тарас Трясило
- Наталія Ужвій — Марина, його сестра
- Микола Кучинський — Гетьман
- Іван Замичковський — Кобза, кошовий отаман
- Маргарита Чардиніна-Барська — Ягелла
- Матвій Ляров — польський магнат, батько Ягелли
- Леонід Чембарський — Ладислас, син магната
- Дмитро Федоровський — шляхтич, друг сина магната
- М. Смоленський — гайдук Войцех, дворецький магната
- Іван Капралов — Іван, гайдук магната
- М. Гершуненко — запорожець Перекоти-Поле
- Леонід Барбе — ксьондз
- Афанасій Бєлов — голий запорожець
- Олександр Мальський — запорожець Попсуй Шапка

## Реліз
Під назвою «Тарас Трясило» фільм вийшов на екрани Києва 15 березня 1927 року та Москви — 25 жовтня 1927 року. Після прем'єри режисерові закидали зухвалу натуралістичність, театральність, ілюстративний етнографізм, формалізм і націоналістичні вподобання.
Картину перемонтовано та озвучено 1937 року під назвою «Повість про гаряче серце».

## Віднайдена копія
Фільм довго вважався втраченим, проте 1998 року кінокритик Любомир Госейко віднайшов стрічку на 16-міліметровій плівці в архівах Французької сінематики, де вона зберігалася під назвою «Татари» («Les Tartares»). Зусиллями Національного центру Олександра Довженка плівку привезли до України та реставрували.

## Відгуки кінокритиків

Афіша фільму

Наприкінці 1920-х років фільм не раз показували за кордоном. Про успішний показ у Парижі писав, зокрема, журналіст і режисер Євген Деслав. Згодом у паризькому кіножурналі «Сінеопс» вийшла рецензія на фільм, в якій відзначалася добра гра акторів, гарні краєвиди і «могутність реалізації фільму».
Під час показу в Чернівцях на Буковині, яка в той час була окупована Румунією, фільм викликав фурор, натовп стояв аж на вулиці.
У єврейській газеті «Форвертс», що випускалася в США та активно поширювалася в Східній Європі, «Тарас Трясило» анонсувався як найвидатніший фільм виробництва ВУФКУ: «Фільм масовий, велетенського розміру, з участю 10 000 осіб. Могутній темп, здається чутно тисячі кінських копит козацьких коней і крики до смерті закатованих…»